# نانسی مورگان
نانسی مورگان (انگلیسی: Nancy Morgan؛ زادهٔ ۱ آوریل ۱۹۴۹ ‏(۷۵ سال)) هنرپیشه اهل ایالات متحده آمریکا است. از فیلم‌هایی که وی در آن نقش داشته است، می‌توان به لوک خوش‌شانس و اتومبیل‌دزدی بزرگ اشاره کرد.